# Miranda J. Fox

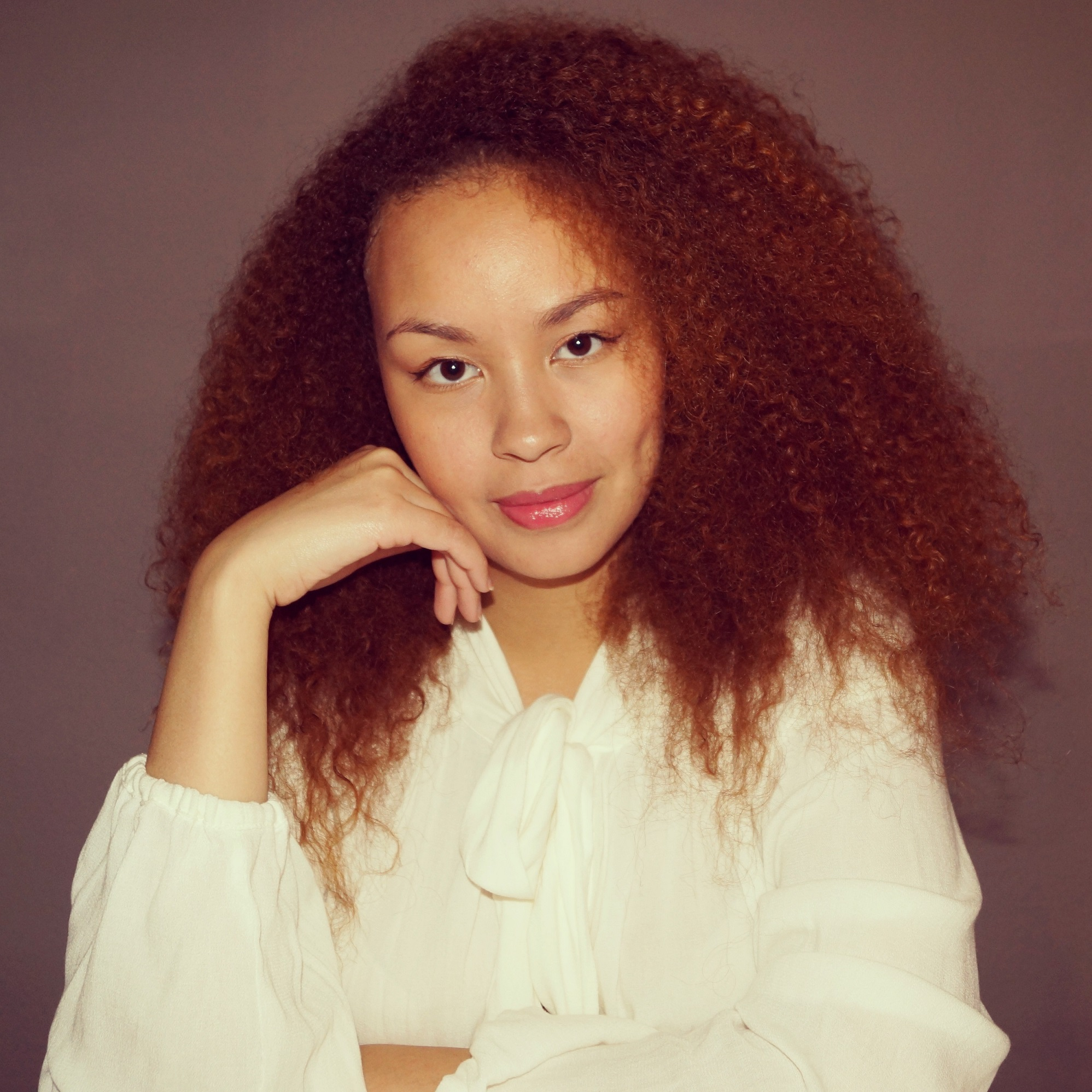
Miranda J. Fox

Miranda J. Fox, eigentlich Lolaca Manhisse (* 1. Januar 1989), ist eine in Berlin lebende deutsche Schriftstellerin, die Liebesromane verfasst.

## Leben
Miranda J. Fox absolvierte von 2007 bis 2010 eine Ausbildung als Kauffrau im Einzelhandel. Sie wohnt und arbeitet in Berlin. Im Jahre 2012 veröffentlichte sie zunächst noch unter dem Geburtsnamen ihr erstes Verlagsbuch Sheylah und die Zwillingsschlüssel. Seit 2014 veröffentlicht sie Liebesromane im Selbstverlag und ist hauptberufliche Autorin. Außerdem sind ihre Geschichten teilweise auch als Hörbücher bei Amazon und Audible erhältlich. Neben Liebesromanen schreibt Miranda J. Fox auch Fantasy und Thriller.

## Werke
- Zuckersüßes Chaos – Claire Teil 1. CreateSpace Independent Publishing Platform 2014, ISBN 978-1496041760
- Schokolade zum Verlieben. CreateSpace Independent Publishing Platform 2015, ISBN 978-1511509886
- Eine Zugfahrt ins Glück. Montlake Romance, 2015, ISBN 978-1503944480
  - Englische Übersetzung von Jaime McGill: Next Stop: Love, AmazonCrossing, ISBN 978-1503947306
- Der endlose Wanderer. CreateSpace Independent Publishing Platform 2015, ISBN 978-1517117900
- Der letzte Tag – Lucan. CreateSpace Independent Publishing Platform 2015, ISBN 978-1508842705
- L.A. Love Affair – Mike. CreateSpace Independent Publishing Platform 2016, ISBN 978-1530341016

### Unter dem Namen ‚Lolaca Manhisse‘ veröffentlicht
- Sheylah und die Zwillingsschlüssel. art&words 2012, ISBN 978-3-943140-12-5
- City of Death – Blutfehde. CreateSpace Independent Publishing Platform 2012, ISBN 978-1481024150
- Sheylah und der Blutgraf. CreateSpace Independent Publishing Platform 2014, ISBN 978-1505564853
- Gefährliches Spiel – Gefangen. CreateSpace Independent Publishing Platform 2014, ISBN 978-1516866410